# Samih Choukaer
Samih Choukaer (auch: Samih Choukair, Samih Choukeir; arabisch سميح شقير, DMG Samīḥ Šuqair; geboren am 15. Januar 1957 in Quneitra, Syrien) ist Musiker, Sänger und Komponist.

## Leben
Choukaer schreibt die meisten seiner Texte und Melodien selbst, interpretiert jedoch auch Texte des palästinensischen Dichters Mahmoud Darwish und anderen. Viele seiner Lieder sind politisch und revolutionär, doch er gehört keiner politischen Partei an. Seine Musik ist im gesamten arabischen Raum bekannt.
1982 trat Choukaer zum ersten Mal auf einer Bühne auf; noch im selben Jahr gab er ein Gastkonzert in Algerien. In den 1980er Jahren trat er in zahlreichen Städten Syriens und des Libanon auf, aber auch in London, Moskau, Tunis, Paris, 1987 in mehreren Städten Westdeutschlands (darunter Hamburg, Berlin, Düsseldorf und Stuttgart). Von 1990 bis 1994 studierte er der Nationalen Musikakademie der Ukraine Peter Tschaikowski in Kiew. Während dieser Zeit trat er auch in Sankt Petersburg und anderen Städten Russlands auf. 2000 trat er bei einem Festival in Köln vor mehr als 60000 Zuschauern auf. Anfang der 2000er Jahre gastierte er in mehreren Städten der USA sowie in Jordanien, Palästina, Spanien, Schweden, den Niederlanden und erneut in Deutschland.
In einem Lied beschreibt er die Ereignisse vom 18. März 2011 in Darʿā zu Beginn des Bürgerkrieges in Syrien. In Ya haif drückt er mit dem Maqām »Ṣabā« seine Trauer über den Tod von Kindern und anderen Zivilisten zu Beginn der Revolution 2011 aus.
Choukaer war der erste bekannte syrische Künstler, der sich nach Beginn des Aufstandes im Jahr 2011 klar auf die Seite der Revolution stellte und deshalb ins Exil gehen musste.
Choukaer lebt heute in Frankreich.